# 訃報 2014年10月
訃報 2014年10月（ふほう 2014ねん10がつ）では、2014年10月に物故した、又は物故が報じられた人物についてまとめる。

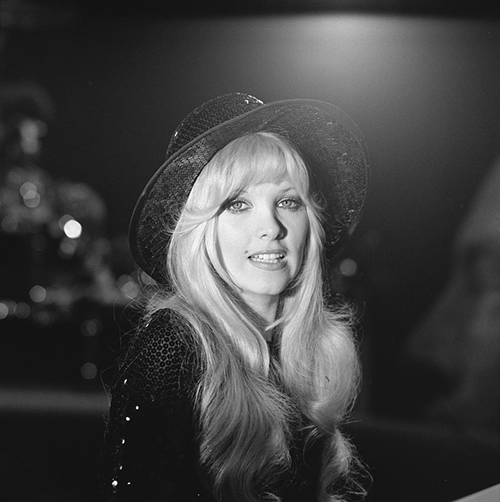
リンジー・ディ・ポール／10月1日没

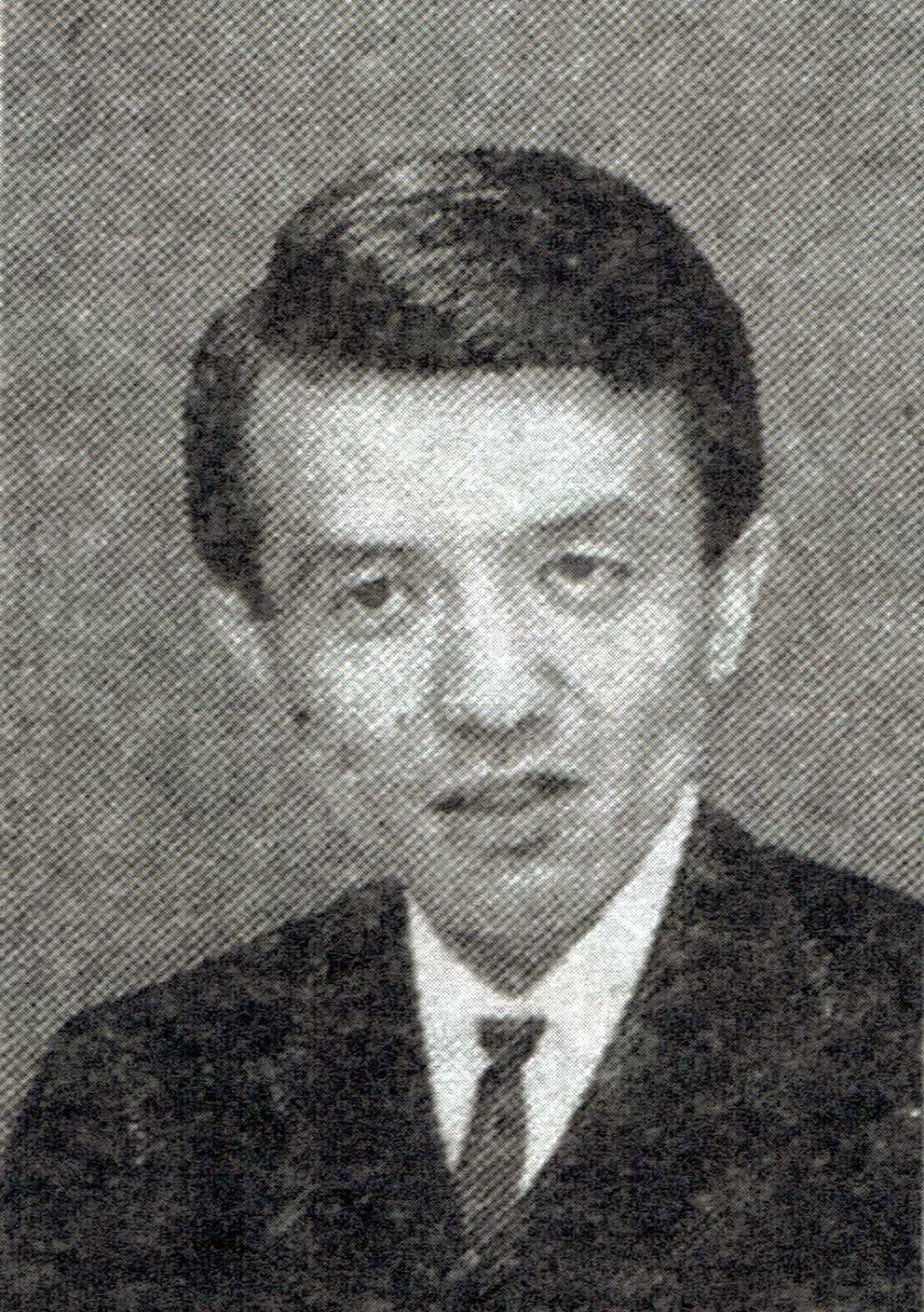
坂本義和／10月2日没

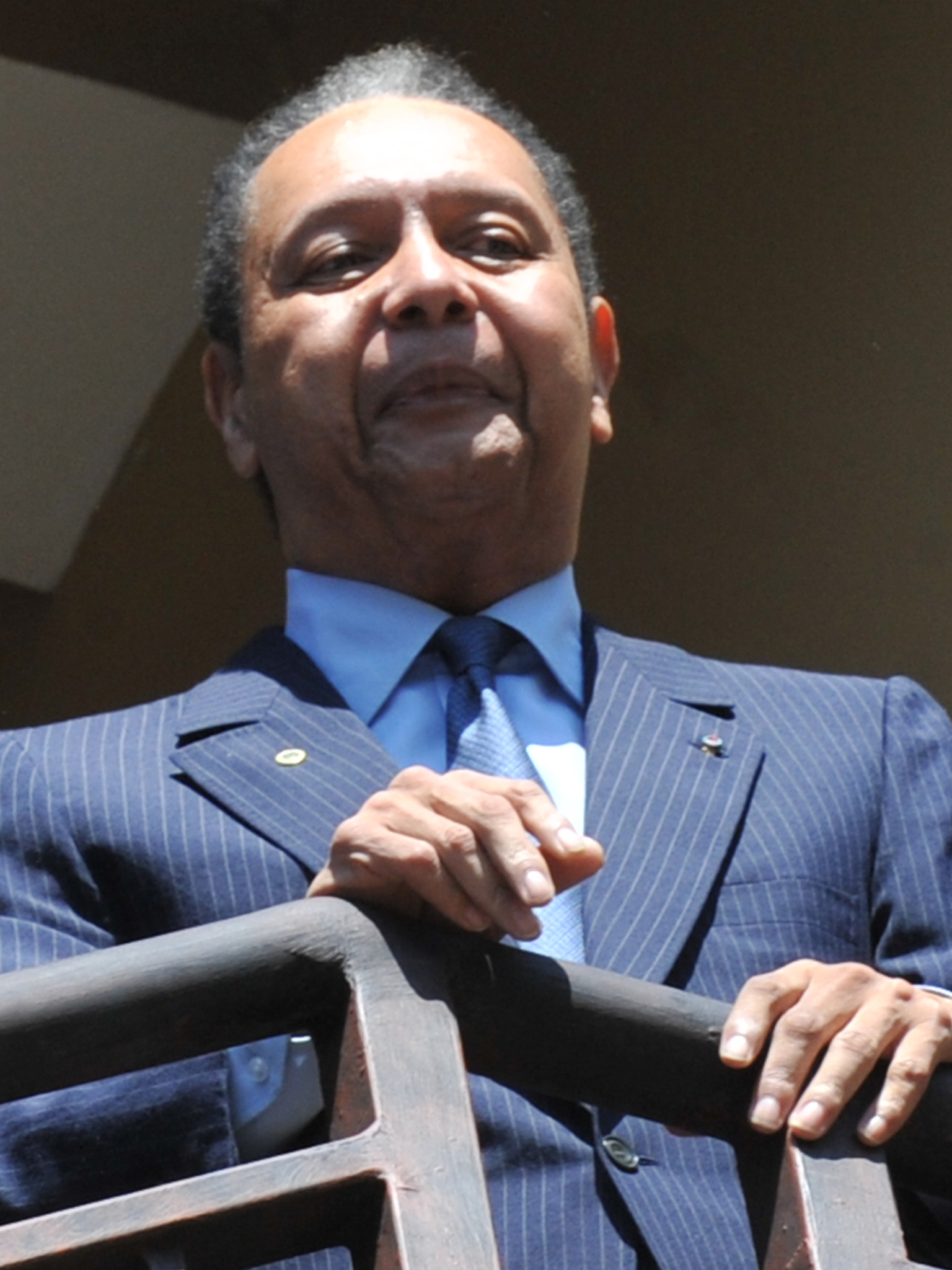
ジャン＝クロード・デュヴァリエ／10月4日没

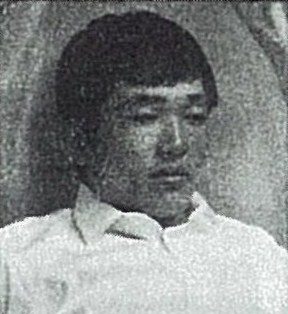
赤瀬川原平／10月26日没

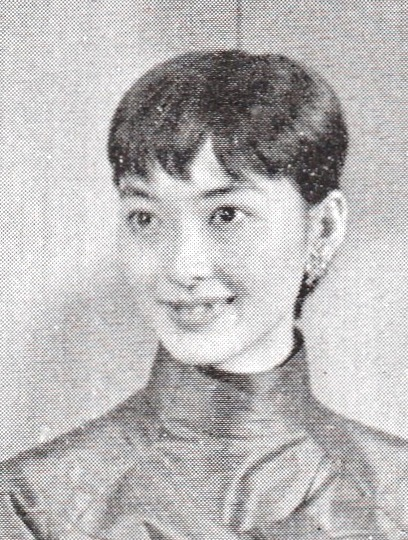
大内順子／10月30日没

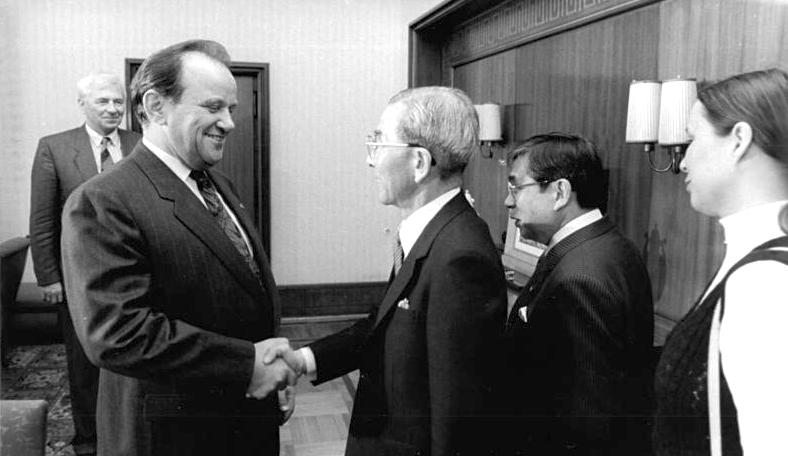
本島等（右から2人目）／10月31日没

## (1日 - 15日)
- 10月1日 - 深川弥二郎、日本の実業家、元黒崎窯業社長（* 1924年）[1]
- 10月1日 - 花田伸久、日本の哲学者、九州大学名誉教授（* 1934年?）[2]
- 10月1日 - 上山国隆、日本の警察官、滋賀県警本部長（* 1944年）[3]
- 10月1日 - リンジー・ディ・ポール、イギリスの歌手（* 1950年）[4]
- 10月2日 - 竹田晴夫、日本の実業家、元東京海上火災保険社長（* 1922年）[5]
- 10月2日 - 金津大潮、日本の書家、毎日書道展参与会員（* 1924年）[6]
- 10月2日 - 坂本義和、日本の政治学者、東京大学名誉教授（* 1927年）[7]
- 10月2日 - 神谷宏治、日本の建築家、日本大学名誉教授（* 1928年）[8]
- 10月2日 - 藤井陽一、日本の工学者、東京大学名誉教授（* 1935年）[9]
- 10月2日 - 床ヌブリ、日本のアイヌ民族の彫刻家（* 1937年）[10]
- 10月2日 - 船渡尚男、日本の実業家、元・第一證券（現・三菱UFJモルガン・スタンレー証券）会長（* 1937年）[11]
- 10月4日 - 新島正子、日本の教育家、料理研究家、沖縄調理師専門学校設立者（* 1916年）[12]
- 10月4日 - ジャン＝クロード・デュヴァリエ、ハイチの政治家、第33代ハイチ大統領（* 1951年）[13]
- 10月5日 - ユーリー・リュビーモフ、ロシアの演出家（* 1917年）[14]
- 10月5日 - 福井惇、日本の新聞記者、帝京大学名誉教授（* 1930年）[15]
- 10月5日 - 大山勝美、日本の演出家、元TBSテレビプロデューサー（* 1932年）[16]
- 10月5日 - 藤井成幸、日本の実業家、元全日本鍼灸マッサージ師会会長（* 1932年?）[17]
- 10月5日 - 藤田博司、日本のジャーナリズム研究者、元共同通信社論説副委員長（* 1937年）[18]
- 10月5日 - アンドレア・デ・チェザリス、イタリアのレーシングドライバー（* 1959年）[19]
- 10月6日 - 横川正市、日本の政治家、元日本社会党参議院議員 （* 1915年）[20]
- 10月6日 - 首藤次男、日本の生物学者、九州大学名誉教授（* 1921年?）[21]
- 10月6日 - 鈴木八郎、日本の体育学者、国士舘大学名誉教授（* 1924年?）[22]
- 10月6日 - 菊池芝園、日本の書家、毎日書道展審査会員 （* 1925年）[23]
- 10月6日 - 羽山清篤、日本の実業家、元帝国ホテル副社長（* 1927年）[24]
- 10月6日 - マリアン・セルデス、アメリカ合衆国の女優（* 1928年）[25]
- 10月6日 - 清元志佐雄太夫、日本の清元節浄瑠璃方（* 1936年）[26]
- 10月6日 - セルゲイ・ザカルリュカ、ウクライナのサッカー選手（* 1976年）[27]
- 10月7日 - 富田武正、日本のドイツ文学者、上智大学名誉教授（* 1924年?）[28]
- 10月7日 - ジークフリート・レンツ、ドイツの作家（* 1926年）[29]
- 10月7日 - 長嶺高文、日本の映画監督、テレビディレクター、脚本家、演出家（* 1953年）[30]
- 10月7日 - 花房徹、日本の俳優、演出家（* 1950年）[31]
- 10月8日 - 金子聴松、日本の書家、毎日書道会最高顧問（* 1918年）[32]
- 10月8日 - 馬瀬良雄、日本の日本語学者、信州大学名誉教授（* 1927年）[33]
- 10月8日 - 岸本安正、日本の実業家、前メイクマン会長（* 1929年?）[34]
- 10月8日 - 西田潔、日本の指導者、元東洋大学硬式野球部監督、元日本学生氷上競技連盟会長（* 1937年）[35]
- 10月9日 - 布能民雄、日本の実業家、元トーヨーカネツ社長（* 1927年）[36]
- 10月9日 - 中川泰三、日本の政治家、元滋賀県多賀町長（* 1929年?）[37]
- 10月9日 - ジャン・フックス、アメリカの女優、声優、コメディアン（* 1957年）[38]
- 10月9日 - 遠藤政史、日本の映画カメラマン（* 年齢不詳）[39]
- 10月10日 - 関口忠、日本の実業家、セキチュー代表取締役会長（* 1942年）[40]
- 10月10日 - 前田啓朗、日本の教育学者、広島大学外国語教育研究センター准教授（* 1974年）[41]
- 10月11日 - 岡田利春、日本の政治家、元日本社会党衆議院議員（* 1925年）[42]
- 10月11日 - 本村欣士、日本の化学者、九州大学名誉教授（* 1931年）[43]
- 10月11日 - 飯塚将光、日本のオートレース選手（* 1950年）[44]
- 10月12日 - 清水利宣、日本の能楽師、能楽高安流ワキ方（* 1925年）[45]
- 10月12日 - 水野博之、日本の実業家、元松下電器産業副社長（* 1929年）[46]
- 10月12日 - 石田治一郎、日本の政治家、元長野県議会議長（* 1937年）[47]
- 10月13日 - 高宮明、日本の政治家、元岡山県議会議長（* 1926年）[48]
- 10月13日 - 村越望、日本の南極地域観測隊隊員（* 1926年）[49]
- 10月13日 - 奈河彰輔、日本の歌舞伎の演出家、脚本家（* 1931年）[50]
- 10月13日 - 尾崎昭美、日本のフランス文学者、愛知大学名誉教授（* 1933年）[51]
- 10月14日 - 市島健男、日本の実業家、元日本金属取締役（* 1920年）[52]
- 10月14日 - 駄場純一郎、日本の銀行家、元東京都民銀行頭取（* 1930年）[53]
- 10月14日 - エリザベス・ペーニャ、アメリカ合衆国の女優（* 1961年）[54]
- 10月15日 - 角山栄、日本の経済史家、和歌山大学名誉教授・元学長、堺市博物館元館長（* 1921年）[55]
- 10月15日 - 大西正文、日本の実業家、大阪ガス特別顧問・元社長・会長（* 1924年）[56]
- 10月15日 - 小沢潔、日本の政治家、元国土庁長官（第26代）（* 1927年）[57]
- 10月15日 - 木村吉武、日本の物理学者、甲南大学名誉教授（* 1933年?）[58]

## (16日 - 31日)
- 10月16日 - 溜池良夫、日本の法学者、京都大学名誉教授、元龍谷大学教授（* 1921年）[59]
- 10月16日 - 熊沢二郎、日本の実業家、元全国信用協同組合連合会理事長、元東京国税局局長（* 1940年?）[60]
- 10月16日 - ティム・ハウザー、アメリカ合衆国の歌手、マンハッタン・トランスファーリーダー（* 1941年）[61]
- 10月16日 - 藤井裕、日本のミュージシャン、THE VOICE&RHYTHMのメンバー、ベーシスト（* 1952年）[62]
- 10月16日 - 惣司ろう、日本の漫画家（* 生年不詳）[63]
- 10月17日 - 江本勝、日本の実業家、『水からの伝言』著者（* 1943年）[64]
- 10月17日 - 丹羽晧夫、日本の洋画家、愛知教育大学名誉教授（* 1944年）[65]
- 10月17日 - 中川安奈、日本の女優（* 1965年）[66]
- 10月17日 - 奥大介、日本のサッカー選手（* 1976年）[67]
- 10月18日 - 守山正勝、日本の実業家、元トーエネック副社長（* 1925年?）[68]
- 10月18日 - 成田武士、日本の民謡歌手（* 1943年）[69]
- 10月18日 - 西沢敬一、日本のオペラ演出家（* 1944年）[70]
- 10月18日 - 佐藤丸美（夫）、日本の漫画家コンビの原作担当（* 1961年頃）[71]
- 10月19日 - 若尾隆子、日本の女優（* 1918年）[72]
- 10月19日 - 関口徳高、日本の宗教家、仏所護念会教団会長（* 1935年）[73]
- 10月19日 - 鵜沢惇、日本の化学者、千葉工業大学名誉教授（* 1943年?）[74]
- 10月19日 - 佐野直克、日本の物理学者、関西学院大学名誉教授（* 1943年?）[75]
- 10月20日 - 安藤延男、日本の心理学者、九州大学名誉教授、元福岡県社会保育短期大学学長、元福岡県立大学学長（* 1929年）[76]
- 10月20日 - 徳山詳直、日本の実業家、教育家（* 1930年）[77]
- 10月20日 - オスカー・デ・ラ・レンタ、アメリカ合衆国のデザイナー（* 1932年）[78]
- 10月20日 - 長野羊奈子、日本の声楽家、メゾソプラノ歌手（* 1933年）[79]
- 10月20日 - ルネ・ブリ、スイスの写真家（* 1933年）[80]
- 10月20日 - オックス・ベーカー、アメリカ合衆国のプロレスラー（* 1934年）[81][82]
- 10月20日 - 秋元きつね、日本のCG作家（* 1968年）[83][84]
- 10月21日 - ゴフ・ウィットラム、オーストラリアの政治家、第21代オーストラリア首相（* 1916年）[85]
- 10月21日 - ベン・ブラッドリー、アメリカ合衆国の新聞記者、ウォーターゲート事件報道時のワシントン・ポスト編集主幹（* 1921年）[86]
- 10月21日 - 桂田鎮男、日本の実業家、元住友ゴム工業社長（* 1923年）[87]
- 10月21日 - 大橋芳子、日本の実業家、暮しの手帖社取締役（* 1925年）[88]
- 10月21日 - 楢崎泰昌、日本の政治家、元自由民主党参議院議員（* 1928年）[89]
- 10月21日 - 岡田芳朗、日本の歴史学者、女子美術大学名誉教授（* 1930年）[90]
- 10月21日 - 岡征男、日本の政治家、元仙台市議会議長（* 1942年?）[91]
- 10月22日 - 松阪猛、日本の柔道家（* 1939年）[92]
- 10月23日 - 尾上久雄、日本の経済学者、元滋賀大学学長（* 1923年）[93]
- 10月23日 - 鈴木正、日本の実業家、元第一製薬社長（* 1929年）[94]
- 10月24日 - 石毛善衛、日本の調教師、日本中央競馬会〈JRA〉騎手（* 1923年）[95]
- 10月24日 - 稲名嘉男、日本の政治家、元静岡県清水市長、元静岡県議会議長（* 1931年）[96]
- 10月24日 - 道方芳堂、日本の書家、毎日書道展参与会員（* 1934年）[97]
- 10月24日 - 吉野洋、日本の演出家（* 1942年）[98]
- 10月24日 - ムブイレニ・ムラウジ、南アフリカ共和国の陸上競技選手（* 1980年）[99]
- 10月25日 - 雨宮雅子、日本の歌人（* 1929年）[100]
- 10月25日 - 鎌倉節、日本の警察官僚、第75代警視総監（* 1930年）[101][102]
- 10月25日 - 塩見弘幸、日本の工学者、中部大学名誉教授（* 1941年?）[103]
- 10月25日 - ジャック・ブルース、スコットランドのミュージシャン（* 1943年）[104]
- 10月25日 - マーシャ・ストラスマン、アメリカ合衆国の女優（* 1948年）[105]
- 10月25日 - 木村竹彦、日本の政治家、神奈川県茅ヶ崎市副市長（* 1951年）[106]
- 10月26日 - 神尾久美子、日本の俳人、俳人協会名誉会員（* 1923年）[107]
- 10月26日 - 白戸紋平、日本の化学工学者、名古屋大学名誉教授（* 1923年）[108]
- 10月26日 - 岡崎久彦、日本の外交官、外交評論家、元駐タイ大使（* 1930年）[109]
- 10月26日 - 京乃天姫、日本の浪曲師（* 1933年）[110]
- 10月26日 - 堂湯昇、日本の実業家、元ミズノ副社長（* 1933年）[111]
- 10月26日 - 赤瀬川原平、日本の前衛美術家、随筆家、作家（* 1937年）[112]
- 10月26日 - センゾ・メイワ、南アフリカ共和国のサッカー選手（* 1987年）[113]
- 10月26日 - オスカー・タベラス、ドミニカ共和国のプロ野球選手（外野手）（* 1992年）[114]
- 10月27日 - 岡田新一、日本の建築家、都市計画家（* 1928年）[115]
- 10月27日 - 申海チョル、大韓民国のロックミュージシャン（* 1968年）[116]
- 10月28日 - 清水谷考尚、日本の僧（大僧正）、金龍山浅草寺第27世貫首（* 1920年）[117]
- 10月28日 - ゴールウェイ・キネル、アメリカ合衆国の詩人（* 1927年）[118]
- 10月28日 - 池俣淳、日本の写真家、全日本写真連盟総本部理事（* 1932年）[119]
- 10月28日 - マイケル・サタ、ザンビアの政治家、第5代ザンビア大統領（* 1937年）[120]
- 10月28日 - 木村浩一郎、日本のプロレスラー・総合格闘家（* 1969年）[121]
- 10月29日 - 鈴木茂、日本の実業家、北海道拓殖銀行代表取締役頭取・会長、JR北海道代表取締役会長、札幌商工会議所会頭（* 1917年）[122]
- 10月29日 - 伊勢道子、日本のテニス選手、全日本テニス選手権優勝者 （* 1926年）[123]
- 10月29日 - 山本隆一、日本の化学者、東京工業大学名誉教授（* 1944年）[124]
- 10月29日 - クラス・インゲソン、スウェーデンのサッカー選手（* 1968年）[125]
- 10月30日 - 村尾沢夫、日本の生物学者、大阪府立大学名誉教授（* 1922年?）[126]
- 10月30日 - 三浦光世、日本の歌人（* 1924年）[127]
- 10月30日 - ボブ・ガイゲル、アメリカ合衆国のプロレスラー（* 1924年）[128]
- 10月30日 - 大内順子、日本のファッション評論家、ファッションジャーナリスト（* 1934年）[129]
- 10月30日 - 小田久栄門、日本のテレビプロデューサー、BS朝日元社長（* 1935年）[130]
- 10月30日 - 水上輝和、日本の能楽師、能楽宝生流シテ方（* 1943年）[131]
- 10月31日 - 本島等、日本の政治家、元長崎市長（* 1922年）[132]
- 10月31日 - 小町谷照彦、日本の国文学者、東京学芸大学名誉教授（* 1936年）[133]
- 10月31日 - 斎藤鶴龍、日本の書家、毎日書道展審査会員 （* 1937年）[134]